# Kunstverein St. Gallen
Der Kunstverein St. Gallen wurde 1827 gegründet und gehört damit zu den ältesten Kulturvereinen von St. Gallen. Mit rund 2100 Mitgliedern (Stand Oktober 2010) ist er zugleich einer der grössten Kulturvereine der gesamten Ostschweiz. Der Sitz des Kunstvereins St. Gallen befindet sich im Gebäude des Kunstmuseums St. Gallen an der Museumstrasse 32, im Nordwesten des Stadtparks.

## Vereinszweck
Der Kunstverein realisiert im Kunstmuseum St. Gallen ein auf zeitgenössische Kunst ausgerichtetes Ausstellungsprogramm mit Begleitveranstaltungen sowie Publikationen und Editionen zu laufenden Ausstellungen. Sein Ziel ist es, der Bevölkerung die Begegnung mit bedeutenden Werken der bildenden Kunst zu ermöglichen und das Kunstschaffen der Region im Kontext internationaler Gegenwartskunst zu fördern und auszustellen.

## Partnerinstitutionen
Zu den Partnerinstitutionen des Kunstvereins St. Gallen zählen:
- in Aarau: Aargauer Kunsthaus
- in Basel: Kunsthalle Basel
- in Bern: Kunsthalle Bern
- in Bregenz: Kunsthaus Bregenz, Magazin4 - Bregenzer Kunstverein
- in Fribourg: Kunsthalle FriArt
- in Glarus: Kunsthaus Glarus
- in Luzern: Kunstmuseum Luzern
- in Neuchâtel: CAN Centre d’Art Neuchâtel
- in St. Gallen: Kunsthalle St. Gallen, Lokremise, Museum im Lagerhaus
- in Schaffhausen: Museum zu Allerheiligen
- im Thurgau: Museen in der Kartause Ittingen
- in Vaduz: Kunstmuseum Liechtenstein
- in Winterthur: Kunstmuseum Winterthur
- in Zug: Kunsthaus Zug
- in Zürich: Kunsthalle Rote Fabrik, Shedhalle